# Babsk

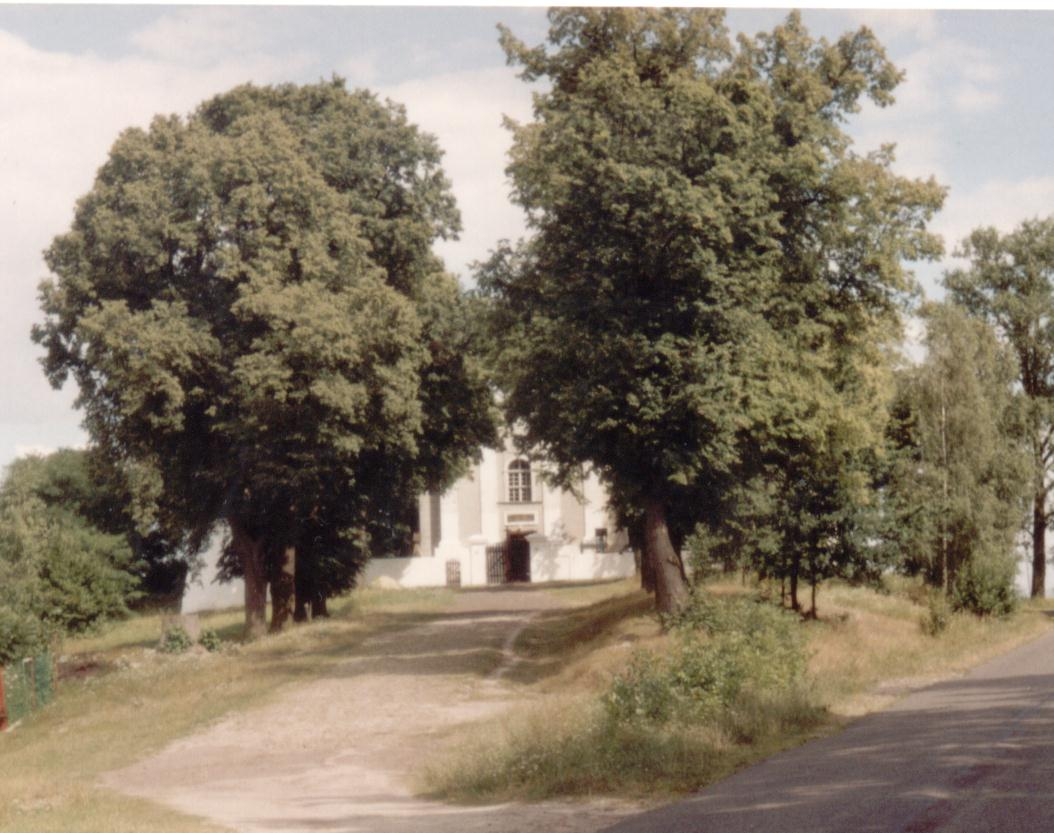
Kirche in Babsk

Babsk ist ein Dorf in Polen, das der Gemeinde Biała Rawska (Powiat Rawski) in der Woiwodschaft Łódź angehört. Es liegt im Zentrum des Landes – rund 80 Kilometer südwestlich der Landeshauptstadt Warschau. Das Dorf hat ca. 700 Einwohner.
Sehenswert ist die Pfarrkirche St. Antonius von 1809.
Die erste Erwähnung des Dorfes stammt aus der ersten Hälfte des 15. Jahrhunderts.